# O Porto dos Sete Destinos
O Porto dos Sete Destinos foi uma telenovela brasileira produzida e exibida pela TV Rio, canal 13, às 21h, estréia entre 27 de setembro  de 1965 a 23 de março de 1966. O último episódio foi exibido numa quarta feira, dia 23 de março de 1966, sendo substituída no dia seguinte pela novela O Pecado de Ser Mãe.

## Elenco e o personagem
- Theresa Amayo
- José Augusto Branco
- Darlene Glória - Angela - primeira participação em novela da atriz
- Beatriz Segall - Blanche
- Sônia Dutra - Tamar
- Henrique Martins - Dr Paulo
- Carlos Imperial
- Elizabeth Gasper
- Isaac Bardavid
- Ana Ariel
- Valentina Godoy
- Edyr de Castro
- Walter Alves
- Roberto Maya
- Paulo Gracindo - Gustavo
- Érico de Freitas

## Autor
- Luís de Oliveira[4]

## Direção e produção
- Antonino Seabra[1]